# Curt von Wangenheim

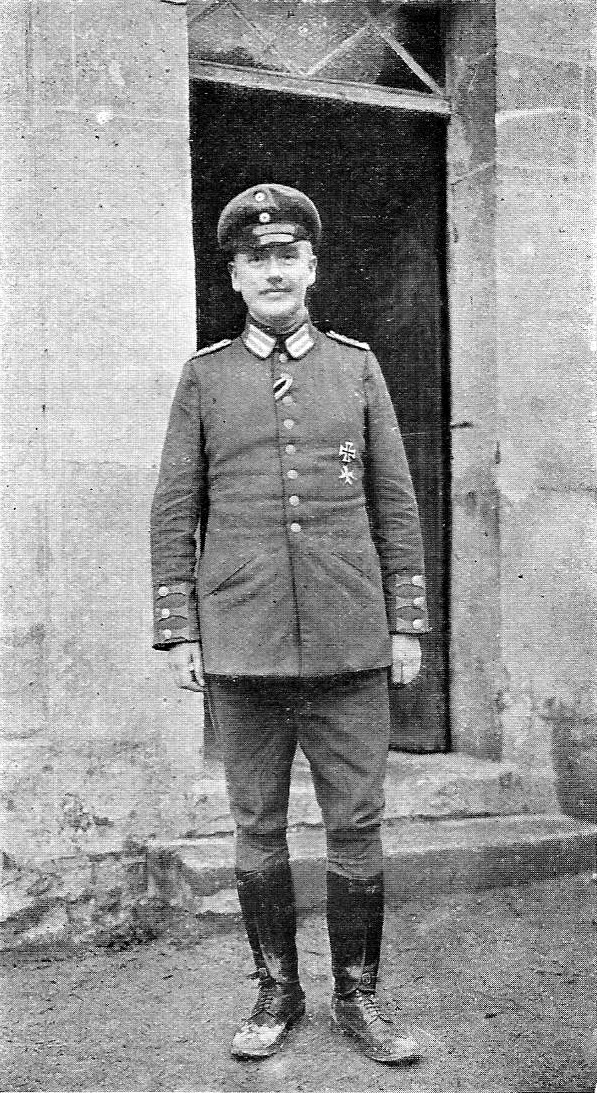

Curt Franz Julius Gustav Adolf von Wangenheim (* 31. März 1862 in Gotha; † 12. November 1937 in Frankfurt am Main) war ein deutscher Oberst aus der Familie von Wangenheim.

## Leben

### Herkunft
Curt entstammte dem thüringischen Uradelsgeschlecht von Wangenheim. Drei seiner Vorfahren, darunter Wilhelm und Nikolaus, wurden als Majore unter Friedrich dem Großen mit dem Orden Pour le Mérite ausgezeichnet.

### Militärlaufbahn
Wangenheim wurde am 15. April 1882 aus dem Kadettenkorps kommend als Sekondeleutnant dem Hannoverschen Füsilier-Regiment Nr. 73 der Preußischen Armee in Hannover überwiesen. Vom 7. Januar 1888 bis zum 12. September 1890 fungierte er als Adjutant des II. Bataillons, wurde zwischenzeitlich Premierleutnant und absolvierte ab 1. Oktober 1890 für drei Jahre zur weiteren Ausbildung die Kriegsakademie. Im Anschluss daran folgte am 19. Dezember 1893 seine Versetzung zum 1. Hannoverschen Infanterie-Regiment Nr. 74. Daran schloss sich ab 1. April 1894 Wangenheims Kommandierung zur Dienstleistung beim Großen Generalstab und am 14. November 1895 mit Patent vom 27. Januar 1896 seine Beförderung zum Hauptmann an. Zum 1. April 1897 wurde er zum Kompaniechef im Infanterie-Regiment Nr. 164 ernannt.
Am 14. September 1900 schied Wangenheim aus der Armee und trat zur Schutztruppe für Deutsch-Ostafrika über. Dort erhielt er am 18. Mai 1907 seine Beförderung zum Major. Nach Beendigung seines Dienstes in der Kolonie und der Rückkehr nach Deutschland folgte seine Wiederanstellung in der Preußischen Armee. Er kam am 28. Februar 1909 zum Stab des Anhaltischen Infanterie-Regiments Nr. 93 in Dessau und erhielt am 18. Oktober 1909 das Kommando über das I. Bataillon. Mit seiner Beförderung zum Oberstleutnant wurde Wangenheim am 1. Oktober 1913 zum Stab des Großherzoglich Mecklenburgischen Grenadier-Regiments Nr. 89 in Schwerin versetzt.
Am ersten Tag der Mobilmachung wurde der bisherige Regimentskommandeur Johannes von Busse zum Kommandeur der 34. Reserve-Infanterie-Brigade ernannt. Wangenheim rückte als Kommandeur des Regiments nach. Der Verband sollte, dem Schlieffen-Plan folgend, durch Belgien in Richtung Frankreich vorrücken. Entgegen den Annahmen traf das Deutsche Heer jedoch auf Widerstand. Bei der Eroberung von Lüttich ging Wangenheim mit seinem Regiment zwischen den Forts Liers und Pontisse vor, durchstieß die Zwischenstellung, nahm deren Besatzung gefangen und stieß dann bis nördlich von Herstal vor. Nach der Schlacht bei Mons und dem Gefecht bei Genly wurde Frankreich erreicht. Nach dem Überqueren des Ourcqs und Grand Morins führte Wangenheim seinen Verband in ihren ersten, später in deren Regimentsgeschichte genannten, Großkampftag in die Gefechte bei Esternay. Die Flügelumfassung des Feindes scheiterte und Wangenheim übernahm im Anschluss die Sicherung des Marne-Abschnittes zwischen Chamigny und Nogent-l’Artaud.
Nach dem deutschen Rückzug von der Marne kämpfte das Regiment in der Schlacht an der Aisne im Verbund der 5. Division bei Vailly-sur-Aisne, von wo sie erst Ende September zum IX. Armee-Korps zurückkehrte. Es folgte ein Jahr Stellungskrieg bei dem etwa 70 km von Paris entfernten Carlepont an der Oise. Mitte Oktober 1915 kam sein Regiment in die Champagne und übernahm Stellungen bei der Quennevières-Ferme (Tracy-le-Mont), der Navarin-Ferme (Somme-Py) und der La Ferme aux Wacques (Souain). Wangenheim erhielt am 17. Oktober das Eiserne Kreuz I. Klasse. Vom 25. Oktober bis zum 27. November übernahm er für den nach Flandern versetzten Brigadekommandeur bis zum Eintreffen des neuen Kommandeurs, Rüdiger von der Goltz, die Führung der Brigade. Am 27. Januar 1916 wurde Wangenheim zum Oberst befördert und erhielt das Mecklenburg-Schwerinsche Militärverdienstkreuz I. Klasse verliehen. Sein Regiment erstürmte am 27. Februar die Navarin-Stellung südlich von Somme-Py und nahm zwölf Offiziere, darunter einen Bataillonsstab, und 870 Mann gefangen und erbeutete neben drei großen, auch sieben kleine Minenwerfer und sieben Maschinengewehre.
Die Schlacht an der Somme, in der sein Regiment vom 8. bis 27. Juli bei Barleux und vom 9. August bis zum 13. September 1916 südlich Péronne stand, wird in der Regimentsgeschichte als eine der ruhmreichsten des Regiments bezeichnet. Allen feindlichen Angriffen konnte standgehalten und sogar an mehreren Stellen die eigene Linie vorverlegt werden. Außerdem wurden benachbarte Truppen durch ihre Hilfe entlastet. Wangenheim wurde für die dortigen Leistungen seines Regiments, wo er selbst verwundet worden war, mit dem Kronenorden II. Klasse mit Schwertern ausgezeichnet. Es folgten Stellungskämpfe bei Arras. Für Wangenheim wurden diese durch ein mehrwöchiges Kommando zur Heeresgasschule Berlin unterbrochen. Sein Regiment stand in Douai, an der Ancre und in Miraumont. Dort, an weit nach Westen vorspringender Stelle, wehrte sein Regiment am 17. Februar 1917 den Angriff von zwei englischen Divisionen ab. Mitte März zog man sich in die Siegfriedstellung zurück. Nachdem Wangenheim von Ende März bis Anfang April in Valenciennes an dem Kursus für höhere Truppenführer teilgenommen hatte, führte er sein Regiment in der Schlacht bei Arras zu einem „Abwehrsieg“. Dort eroberten der Verband am 23. April nicht nur den verlorengegangenen Nordteil von Roeux zurück, sondern eroberten von den Engländern auch mehrere Gräben. Als Wangenheim am 26. April 1917 zum Kommandeur der 34. Infanterie-Brigade, der auch sein bisheriges Regiment unterstellt war, ernannt wurde, führte er fortan die Infanterie der 17. Division. Mit ihr kämpfte er von Mitte Juni bis Ende Juli und wieder vom 23. September bis zum 10. Oktober 1917 mit Auszeichnung und Erfolg in der Herbstschlacht in Flandern.
Im Hinblick auf die Verdienste, die er sich in fast drei Kriegsjahren erworben hatte, reichte ihn sein Divisionskommandeur, Arthur von Gabain, zum Orden Pour le Mérite ein. In seinem Verleihungsvorschlag hieß es unter anderem: „... Unter seiner Führung hat das Grenadier-Regiment Nr. 89 immer ganz besonders Hervorragendes geleistet. Seit Beginn des Stellungskrieges hat es an der Westfront gefochten, häufig an entscheidender Stelle. In der Verteidigung hat es die ihm anvertraute Stellung immer gehalten, oft gegen gewaltige Angriffe, und auch im Angriff hatte es vortreffliche Erfolge ...“
Durch die A.K.O. vom 3. September 1917 gab der Kaiser durch die Verleihung des Ordens dem Antrag statt.
Die Frühjahrsoffensive machten seine Regimenter als Teil der 17. Armee mit. In der Kaiserschlacht folgten sie der Linie Arras-Albert und nahm an der Durchbruchsschlacht zwischen Monchy und Cambrai, der Schlacht bei Bapaume, sowie einem Gefecht bei Bucquoy teil. Hier sollten die deutschen Angriffsbemühungen enden.  In einer beweglichen Abwehrschlacht führte er seine Brigade von der Marne an die Vesle und von dort in die Siegfried-Stellung. Die Brigade kam in die Champagne und zog sich in die Hundingstellung zurück. Ab dem 4. November wich sie, wie die anderen deutschen Truppen, auf die Antwerpen-Maas-Stellung aus.
Zurück in der Heimat behielt Wangenheim seine Stellung als Kommandeur der 34. Infanterie-Brigade bis zur Auflösung des Alten Heeres am 1. Oktober 1919. Nach seiner Übernahme in die Reichswehr als Infanterie-Führer 9 in Schwerin schied er nach dem Kapp-Putsch am 30. April 1920 aus dem aktiven Dienst.
Wangenheim war Rechtsritter des Johanniterordens. Sein Buch über die Geschichte des Großherzoglich Mecklenburgischen Grenadier-Regiments Nr. 89 erschien 1922. Zu der 1932 erschienenen Regimentsgeschichte verfasste er in Coburg am 15. November 1931 das Geleitwort.

## Veröffentlichungen
- Großherzoglich Mecklenburgisches Grenadier-Regiment Nr. 89. Verlag Gerhard Stalling, Oldenburg/Berlin 1922.